# Rajd Monte Carlo 2013

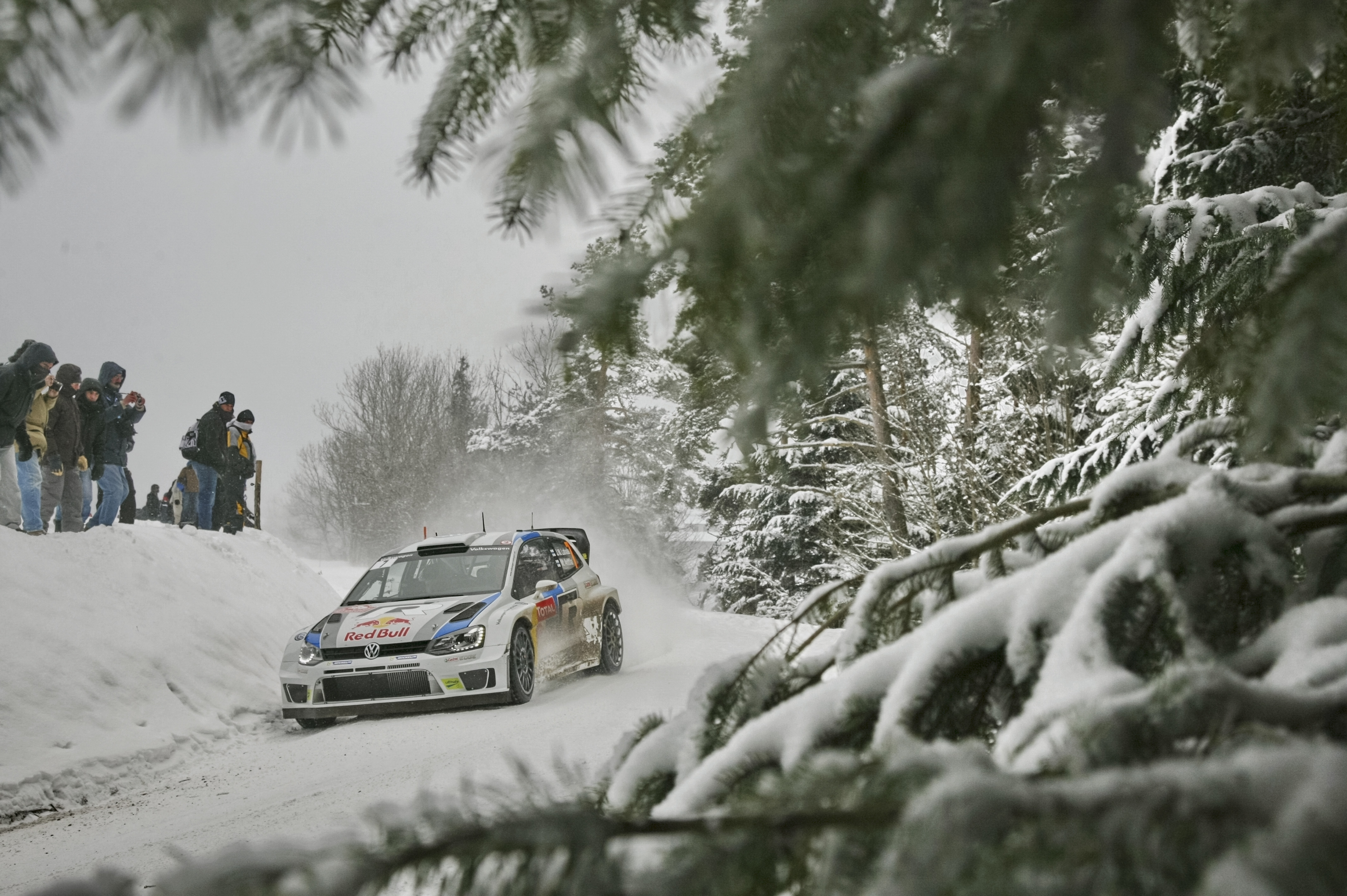
Jari-Matti Latvala

Rajd Monte Carlo był 1. rundą Rajdowych Mistrzostw Świata 2013. Rajd odbył się w dniach 15–20 stycznia, jego bazą było Valence. Rajd był także 1. rundą Mistrzostw Świata Samochodów S2000 (SWRC) oraz Mistrzostw Świata Samochodów Produkcyjnych (PWRC).
Rajd wygrał Sébastien Loeb, była to jego 77. wygrana w karierze, 7. w rajdzie Monte Carlo. Drugie miejsce zajął Sébastien Ogier, a trzeci był Dani Sordo. W najwyższej klasie rajdowej zadebiutował polski kierowca Michał Kościuszko.
Zaplanowano 18 odcinków specjalnych o łącznej długości 478,43 km. Rajd trwał sześć dni. W rajdzie nie było odcinka Power Stage, ponieważ został odwołany z powodu złych warunków atmosferycznych.

## Wyniki (punktujący zawodnicy)
| Poz.                | Nr                  | Kierowca             | Pilot               | Zespół                      | Samochód                      | Klasa               | Czas                | Strata              | Punkty              |
| Klasyfikacja główna | Klasyfikacja główna | Klasyfikacja główna  | Klasyfikacja główna | Klasyfikacja główna         | Klasyfikacja główna           | Klasyfikacja główna | Klasyfikacja główna | Klasyfikacja główna | Klasyfikacja główna |
| ------------------- | ------------------- | -------------------- | ------------------- | --------------------------- | ----------------------------- | ------------------- | ------------------- | ------------------- | ------------------- |
| 1                   | 1                   | Sébastien Loeb       | Daniel Elena        | Citroën Total Abu Dhabi WRT | Citroën DS3 WRC               | WRC                 | 5:18:57.2           | 0.0                 | 25                  |
| 2                   | 8                   | Sébastien Ogier      | Julien Ingrassia    | Volkswagen Motorsport       | Volkswagen Polo R WRC         | WRC                 | 5:20:37.1           | +1:39.9             | 18                  |
| 3                   | 10                  | Dani Sordo           | Carlos del Barrio   | Abu Dhabi Citroën Total WRT | Citroën DS3 WRC               | WRC                 | 5:22:46.2           | +3:49.0             | 15                  |
| 4                   | 2                   | Jari-Matti Latvala   | Miikka Anttila      | Citroën Total Abu Dhabi WRT | Citroën DS3 WRC               | WRC                 | 5:24:23.5           | +5:26.3             | 12                  |
| 5                   | 22                  | Bryan Bouffier       | Xavier Panseri      | Bryan Bouffier              | Citroën DS3 WRC               | WRC                 | 5:27:10.3           | +8:13.1             | 10                  |
| 6                   | 4                   | Mads Østberg         | Jonas Andersson     | Qatar World Rally Team      | Ford Fiesta RS WRC            | WRC                 | 5:31:00.9           | +12:03.7            | 8                   |
| 7                   | 21                  | Martin Prokop        | Michal Ernst        | Jipocar Czech National Team | Ford Fiesta RS WRC            | WRC                 | 5:42:24.5           | +23:27.3            | 6                   |
| 8                   | 32                  | Sepp Wiegand         | Frank Christian     | Škoda Auto Deutschland      | Škoda Fabia S2000             | WRC-2               | 5:48:31.7           | +29:34.5            | 4                   |
| 9                   | 42                  | Olivier Burri        | André Saucy         | Olivier Burri               | Peugeot 207 S2000             | N/A                 | 5:54:35.4           | +35:38.2            | 2                   |
| 10                  | 12                  | Michał Kościuszko    | Maciej Szczepaniak  | Lotos Team WRC              | Mini John Cooper Works WRC    | WRC                 | 5:55:25.2           | +36:28.0            | 1                   |
| WRC-2               |                     |                      |                     |                             |                               |                     |                     |                     |                     |
| 1 (8.)              | 32                  | Sepp Wiegand         | Frank Christian     | Škoda Auto Deutschland      | Škoda Fabia S2000             | WRC-2               | 5:48:31.7           | +29:34.5            | 25                  |
| 2 (11.)             | 33                  | Armin Kremer         | Klaus Wicha         | Stohl Racing                | Subaru Impreza                | WRC-2               | 5:56:57.5           | +8:26.2             | 18                  |
| 3 (12.)             | 39                  | Yuriy Protasov       | Kuldar Sikk         | Symtech Racing              | Subaru Impreza                | WRC-2               | 5:59:53.0           | +11:11.7            | 15                  |
| 4 (17.)             | 36                  | Rashid al Ketbi      | Karina Hepperle     | Skydive Dubai Rally Team    | Škoda Fabia S2000             | WRC-2               | 6:14:30.2           | +34:17.5            | 12                  |
| 5 (29.)             | 38                  | Ricardo Triviño      | Àlex Haro           | Moto Club Igualda           | Mitsubishi Lancer Evolution X | WRC-2               | 6:36:58.3           | +48:27.4            | 10                  |
| WRC-3               |                     |                      |                     |                             |                               |                     |                     |                     |                     |
| 1 (13.)             | 51                  | Sébastien Chardonnet | Thibault de la Haye | Sébastien Chardonnet        | Citroën DS3 R3T               | WRC-3               | 6:04:28.2           | 0.0                 | 25                  |

1. ↑  Oznaczenie WRC w klasie informuje, iż tylko ci kierowcy zdobywali punkty dla swoich zespołów liczonych w klasyfikacji producentów na koniec sezonu.

### Odcinki specjalne
| Dzień         | Numer odcinka       | Nazwa odcinka                                       | Długość  | Zwycięzca odcinka                | Nr Sam.          | Zespół                      | Czas    | Śr. pr.     | Lider rajdu                      |
| ------------- | ------------------- | --------------------------------------------------- | -------- | -------------------------------- | ---------------- | --------------------------- | ------- | ----------- | -------------------------------- |
| 16 stycznia   | SS1                 | Le Moulinon – Antraigues 1                          | 37.10 km | Sébastien Ogier Julien Ingrassia | 8                | Volkswagen Motorsport       | 27:31.8 | 80.89 km/h  | Sébastien Ogier Julien Ingrassia |
| 16 stycznia   | SS2                 | Burzet – St. Martial 1                              | 30.60 km | Sébastien Loeb Daniel Elena      | 1                | Citroën Total Abu Dhabi WRT | 25:02.7 | 73.34 km/h  | Sébastien Loeb Daniel Elena      |
| 16 stycznia   | SS3                 | Le Moulinon – Antraigues 1                          | 37.10 km | Sébastien Loeb Daniel Elena      | 1                | Citroën Total Abu Dhabi WRT | 25:16.2 | 88.09 km/h  | Sébastien Loeb Daniel Elena      |
| 16 stycznia   | SS4                 | Burzet – St. Martial 1                              | 30.60 km | Sébastien Loeb Daniel Elena      | 1                | Citroën Total Abu Dhabi WRT | 21:54.6 | 83.80 km/h  | Sébastien Loeb Daniel Elena      |
| 17 stycznia   | SS5                 | Labatie d'Andaure – Lalouvesc 1                     | 19.08 km | Sébastien Ogier Julien Ingrassia | 8                | Volkswagen Motorsport       | 14:22.3 | 79.68 km/h  | Sébastien Loeb Daniel Elena      |
| 17 stycznia   | SS6                 | St. Bonnet—St. Julien Molhesabate—St. Bonnet 1      | 25.45 km | Jewgienij Nowikow Ilka Minor     | 5                | Qatar M-Sport WRT           | 18:02.8 | 84.67 km/h  | Sébastien Loeb Daniel Elena      |
| 17 stycznia   | SS7                 | Lamastre—Gilhoc—Alboussiere 1                       | 21.72 km | Jewgienij Nowikow Ilka Minor     | 5                | Qatar M-Sport WRT           | 17:07.5 | 76.13 km/h  | Sébastien Loeb Daniel Elena      |
| 17 stycznia   | SS8                 | Labatie d'Andaure – Lalouvesc 2                     | 19.08 km | Sébastien Loeb Daniel Elena      | 1                | Citroën Total Abu Dhabi WRT | 13:10.1 | 86.95 km/h  | Sébastien Loeb Daniel Elena      |
| 17 stycznia   | SS9                 | St. Bonnet—St. Julien Molhesabate—St. Bonnet 2      | 25.45 km | Juho Hänninen Tomi Tuominen      | 6                | Qatar M-Sport WRT           | 17:33.2 | 86.99 km/h  | Sébastien Loeb Daniel Elena      |
| 17 stycznia   | SS10                | Lamastre—Gilhoc—Alboussiere 2                       | 21.72 km | Sébastien Loeb Daniel Elena      | 1                | Citroën Total Abu Dhabi WRT | 15:43.0 | 82.55 km/h  | Sébastien Loeb Daniel Elena      |
| 18 stycznia   | SS11                | St. Jean-en-Royans—La Cime du Mas                   | 33.19 km | Sébastien Loeb Daniel Elena      | 1                | Citroën Total Abu Dhabi WRT | 20:17.9 | 98.17 km/h  | Sébastien Loeb Daniel Elena      |
| 18 stycznia   | SS12                | St. Nazaire le Desert—La Motte Chalancon            | 22.11 km | Mads Østberg Jonas Andersson     | 4                | Qatar M-Sport WRT           | 15:29.5 | 87.56 km/h  | Sébastien Loeb Daniel Elena      |
| 18 stycznia   | SS13                | Sisteron—Thoard                                     | 36.70 km | Sébastien Loeb Daniel Elena      | 1                | Citroën Total Abu Dhabi WRT | 24:17.9 | 90.67 km/h  | Sébastien Loeb Daniel Elena      |
| 19 stycznia   | SS14                | Moulinet—La Bollene Vesubie 1                       | 23.54 km | Bryan Bouffier Xavier Panseri    | 22               | Bryan Bouffier              | 23:56.9 | 58.75 km/h  | Sébastien Loeb Daniel Elena      |
| 19 stycznia   | SS15                | Lantosque—Lucéram 1                                 | 18.95 km | Dani Sordo Carlos del Barrio     | 10               | Abu Dhabi Citroën Total WRT | 15:02.7 | 122.12 km/h | Sébastien Loeb Daniel Elena      |
| 19 stycznia   | SS16                | Moulinet—La Bollene Vesubie 2                       | 23.54 km | Sébastien Loeb Daniel Elena      | 1                | Citroën Total Abu Dhabi WRT | 22:08.8 | 63.56 km/h  | Sébastien Loeb Daniel Elena      |
| 19 stycznia   | SS17                | Moulinet—La Bollene Vesubie 3                       | 23.54 km | odcinek odwołany                 | odcinek odwołany | odcinek odwołany            |         |             | Sébastien Loeb Daniel Elena      |
| 19 stycznia   | SS18                | \| \| Lantosque—Lucéram 2 \| \| (Power stage) \| \| | 18.95 km | odcinek odwołany                 | odcinek odwołany | odcinek odwołany            |         |             | Sébastien Loeb Daniel Elena      |
|               | Lantosque—Lucéram 2 |                                                     |          |                                  |                  |                             |         |             |                                  |
| (Power stage) |                     |                                                     |          |                                  |                  |                             |         |             |                                  |

### Power Stage
Odcinek Power Stage został odwołany z powodu złych warunków atmosferycznych.

## Klasyfikacja po 1 rundzie

### Kierowcy
| Lp. | Kierowca          | Pkt |
| --- | ----------------- | --- |
| 1   | Sébastien Loeb    | 25  |
| 2   | Sébastien Ogier   | 18  |
| 3   | Dani Sordo        | 15  |
| 4   | Mikko Hirvonen    | 12  |
| 5   | Bryan Bouffier    | 10  |
| 6   | Mads Østberg      | 8   |
| 7   | Martin Prokop     | 6   |
| 8   | Sepp Wiegand      | 4   |
| 9   | Olivier Burri     | 2   |
| 10  | Michał Kościuszko | 1   |

### Producenci
| Lp. | Producent                                | Pkt |
| --- | ---------------------------------------- | --- |
| 1   | Citroën Total Abu Dhabi World Rally Team | 37  |
| 2   | Volkswagen Motorsport                    | 18  |
| 3   | Abu Dhabi Citroën Total World Rally Team | 15  |
| 4   | Qatar M-Sport World Rally Team           | 10  |
| 5   | Lotos Team WRC                           | 8   |